# 중화인민공화국 심계서

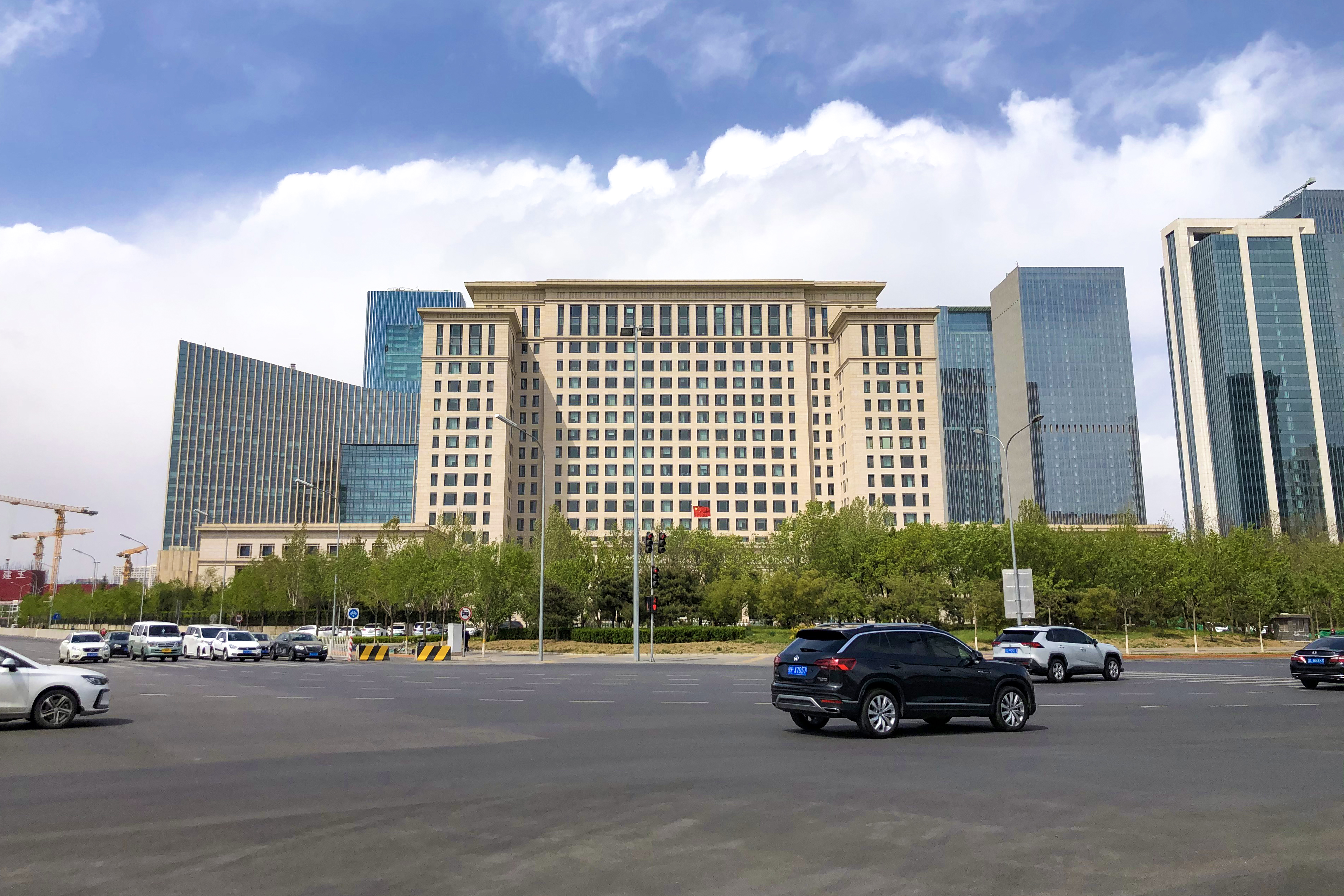

중화인민공화국 심계서(中華人民共和国審計署)는 중화인민공화국 국무원의 소속 기관이다. 1983년 9월 15일에 설치했다. 국무원의 직속 기관으로 정부 기관과 국영 기업의 재무 수지의 감사를 실시하는 관공서이다. 일본 회계검사원과 역할이 유사하다. 현재 심계장은 후쩌쥔이다.

## 조직
- 판공청 (辦公廳)
- 법규사 (法規司)
- 재정심계사 (財政審計司)
- 행정사업심계사 (行政事業審計司)
- 농업·자원환보심계사 (農業·資源環保審計司)
- 고정자산 투자심계사(固定資産投資審計司)
- 금융심계사 (金融審計司)
- 기업심계사 (企業審計司)
- 사회 보장심계사 (社會保障審計司)
- 외자 운용심계사 (外資運用審計司)
- 경제 책임심계사 (經濟責任審計司)
- 경외심계사 (境外審計司)
- 국제 협력사 (國際協力司)
- 인사 교육사 (人事敎育司)
- 기관당위 (機關黨委)
- 이퇴휴간부국 (離退休幹部局)

## 역대 심계장
- 于明涛 : 1983년 6월 ~ 1985년 3월
- 呂培俭 : 1985년 3월 ~ 1994년 5월
- 郭振乾 : 1994년 5월 ~ 1998년 3월
- 리진화 (李金華) : 1998년 3월 ~ 2008년
- 류자이 (劉家義) : 2008년 ~ 2017년 4월
- 후쩌쥔 (胡泽君) : 2017년 4월 ~

## 간부
- 류자이 (劉家義) : 서 당조서기 심계장 (署党組書記 審計長)
- 링후안 (令狐安) : 서 당조부서기 부심계장 (署党組副書記 副審計長)
- 둥다성 (董大勝) : 서 당조성원 부심계장 (署党組成員 副審計長)
- 위샤오밍 (余效明) : 서 당조성원 부심계장 (署党組成員 副審計長)
- 石愛中 : 부심계장 (副審計長)
- 孫宝厚 : 서 당조성원 총심계사 (署党組成員 総審計師)
- 安国 : 서 당조성원 기검조장 (署党組成員 紀検組長)